# Motru
Motru là một thị xã thuộc hạt Gorj, România. Dân số thời điểm năm 2002 là 22848 người.